# Canary Wharf
Canary Wharf er et erhvervsområde på Isle of Dogs i Tower Hamlets i London. Det ligger på de gamle West India Docks i Docklands.
Området er en stor rival til Londons traditionelle finanscentrum, City of London. De tre højeste bygninger i Storbritannien står her: One Canada Square (235,1 m), HSBC Tower (199,5 m) og Citigroup Centre (199,5 m).
Fra 1802 til 1980 var området en af verdens travleste havne med op til 50.000 ansatte. Navnet kommer fra de Kanariske Øer (Canary Islands), som der var meget handel med fra havnen. Det var et lingvistisk sammentræf at disse øer har deres navn fra latin canis, "hund"; Canary Wharf har altså navn fra "Dog Islands" og ligger på Isle of Dogs.
Under 2. verdenskrig blev området kraftigt bombet, og næsten alle lagerbygninger blev ødelagt eller meget beskadiget. Efter en opgangsperiode i 1950'erne fulgte nedgangstider for havnen. Londons havne blev for indeklemt og for lidt fleksible til at klare konkurrencen med Felixstowe og Harwich, og inden 1980 var hele anlægget lukket.
Projektet med at revitalisere havneområdet begyndte I 1981, da London Docklands Development Corporation blev grundlagt af Margaret Thatchers regering. Den oprindelige plan var at satse på let industri, og det største selskab som var med fra starten af var TV-produktionsselskabet Limehouse Studios.
I 1980'erne begyndte flere selskaber at trække mod området, og i 1988 startede fase 1 af Canary Wharf som det fremstår i dag.
51°30′18″N 0°01′10″V / 51.505°N 0.0194°V